# Haliclona perlucida
Haliclona perlucida är en svampdjursart som först beskrevs av Griessinger 1971.  Haliclona perlucida ingår i släktet Haliclona och familjen Chalinidae. Inga underarter finns listade i Catalogue of Life.